# Teodoro Jauch
Teodoro Jauch (* Esmeraldas, Ecuador, 29 de abril de 1966). es un exfutbolista ecuatoriano que jugaba de delantero; es padre del futbolista Kevin Jauch.

## Trayectoria
Teodoro se formó en el Juventus de Esmeraldas, en 1987 Macará y en 1990 fichó al Barcelona Sporting Club en 1991 es traspasado al Delfín de Manta, después fue parte del Santos del Guabo, Liga de Loja, Espoli, en 1997 retorna a Barcelona Sporting Club, al año siguiente ficha por Centro Deportivo Olmedo, en 1999 juega en Deportivo Quito, para el 2000 retorna al Centro Deportivo Olmedo y consigue el Campeonato Nacional, y para las temporadas 2001 y 2002 jugó para Santa Rita, club donde terminaría su carrera.

## Clubes
| Club             | País    | Año       |
| ---------------- | ------- | --------- |
| Juventus         | Ecuador | 1980-1986 |
| Macará           | Ecuador | 1987-1989 |
| Barcelona        | Ecuador | 1990      |
| Delfín de Manta  | Ecuador | 1991      |
| Santos del Guabo | Ecuador | 1992-1993 |
| Liga de Loja     | Ecuador | 1993      |
| Espoli           | Ecuador | 1994-1996 |
| Barcelona        | Ecuador | 1997      |
| Olmedo           | Ecuador | 1998      |
| Deportivo Quito  | Ecuador | 1999      |
| Olmedo           | Ecuador | 2000      |
| Santa Rita       | Ecuador | 2001-2002 |

## Palmarés

### Títulos nacionales
| Título                | Club             | País    | Año  |
| --------------------- | ---------------- | ------- | ---- |
| Serie B de Ecuador-E2 | Santos del Guabo | Ecuador | 1992 |
| Serie A de Ecuador    | Barcelona        | Ecuador | 1997 |
| Serie A de Ecuador    | Olmedo           | Ecuador | 2000 |